# 瓦爾米科查湖 (貝利耶區)
14°35′09″S 71°43′16″W / 14.58583°S 71.72111°W
瓦爾米科查湖（Warmiqucha），是秘魯的湖泊，位於該國南部庫斯科大區，由瓊比維卡省的貝利耶區負責管轄，處於奧爾科科查湖和克爾克科查湖東北面，長1.02公里、寬0.55公里，海拔高度4,596米。